# ABF:s litteratur- & konststipendium
ABF:s litteratur- & konststipendium, tidigare ABF:s litteraturpris, instiftades 1949 av Arbetarnas Bildningsförbund och delas ut årligen till författare och konstnärer som "med ordets eller konstens hjälp synliggör det osynliga och får oss att förnimma det glömda". Från början var det ett renodlat litteraturstipendium men vidgades 2014 till att även innefatta konst. I samband med detta höjdes prissumman från 20 000 kr till 100 000 kr.

## Pristagare
- 1949 – Stig Sjödin och Axel Strindberg
- 1950 – Albert Olsson, Folke Fridell och Helmer Grundström
- 1952 – Birger Norman
- 1954 – Stig Carlson
- 1955 – Svante Foerster och Olof Hallsten
- 1956 – Erik Jonsson
- 1957 – Walter Dickson
- 1958 – Ragnar Thoursie och Sandro Key-Åberg
- 1959 – Lennart Fröijer och Åke Wassing
- 1960 – Carin Beckius och Gunnar Ericsson
- 1961 – Sture Andersson och Bo Sköld
- 1962 – Carl Emil Englund
- 1963 – Harald Forss
- 1964 – Helge Åkerhielm och Katarina Taikon
- 1965 – Peter Weiss
- 1966 – Staffan Beckman
- 1967 – Kent Andersson
- 1968 – Macke Nilsson och Yngve Tidman
- 1970 – Sune Jonsson
- 1971 – Lennart F Johansson och Thorstein Bergman
- 1972 – Folke Fridell
- 1973 – Carin Mannheimer
- 1974 – Reidar Jönsson
- 1975 – Bernt Jönsson
- 1976 – Anna-Karin Eurelius och Monika Lind
- 1977 – Torgny Lindgren
- 1978 – Nils Parling
- 1979 – Ulla Ekh
- 1980 – Lennart Frick och Rune Nordin
- 1981 – Benkt-Erik Hedin
- 1982 – Karl Rune Nordkvist
- 1983 – Håkan Boström
- 1984 – Nine Christine Jönsson
- 1985 – Helga Henschen
- 1986 – Marit Paulsen
- 1987 – Max Lundgren
- 1988 – Ernst Brunner
- 1989 – Magnus Dahlström
- 1990 – Bengt Berg
- 1991 – Sun Axelsson
- 1992 – P.O. Enquist
- 1993 – Inger Edelfeldt
- 1994 – Mats Wahl
- 1996 – Henning Mankell
- 1997 – Gunilla Linn Persson
- 1998 – Per Nilsson
- 1999 – Jila Mossaed
- 2000 – Kjell Eriksson
- 2001 – Anna-Clara Tidholm och Thomas Tidholm
- 2002 – Göran Greider
- 2003 – Agneta Elers-Jarleman
- 2004 – Fredrik Ekelund
- 2005 – Mats Berggren
- 2006 – Elsie Johansson
- 2007 – Åsa Linderborg
- 2008 – Peter Birro
- 2009 – Marjaneh Bakhtiari
- 2010 – Alexandra Coelho Ahndoril
- 2011 – Liv Strömquist
- 2012 – Susanna Alakoski
- 2013 – Daniel Poohl
- 2014 – Kristian Lundberg
- 2015 – Knutte Wester[2]
- 2016 – Eija Hetekivi Olsson
- 2017 – Robert Nyberg[3]
- 2018 – Jenny Wrangborg[4]
- 2019 – Gabriela Pichler[5]
- 2020 – Anneli Jordahl[6]
- 2021 – Annica Carlsson Bergdahl och Elisabeth Ohlson[7]
- 2022 – Mats Jonsson [8]
- 2023 – Nils Petter Löfstedt[9]
- 2024 – Aino Trosell[10]

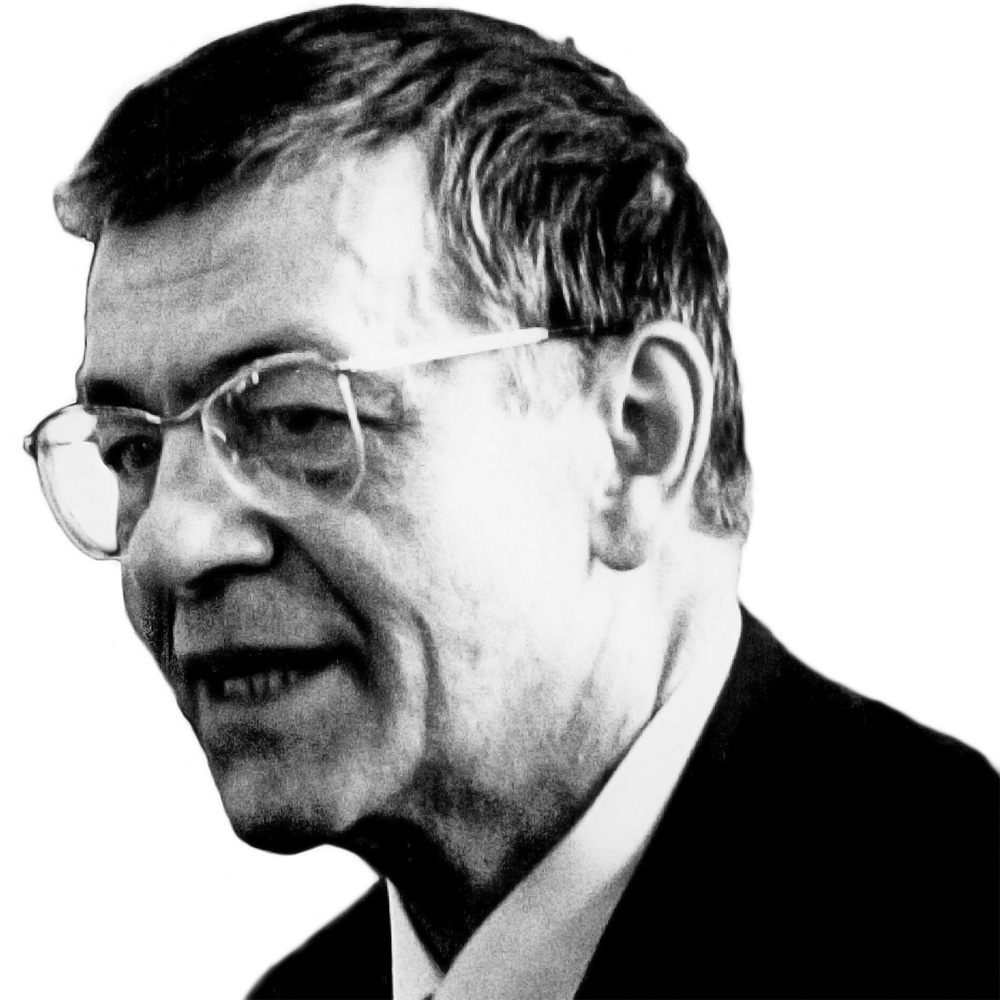
Peter Weiss, pristagare 1965
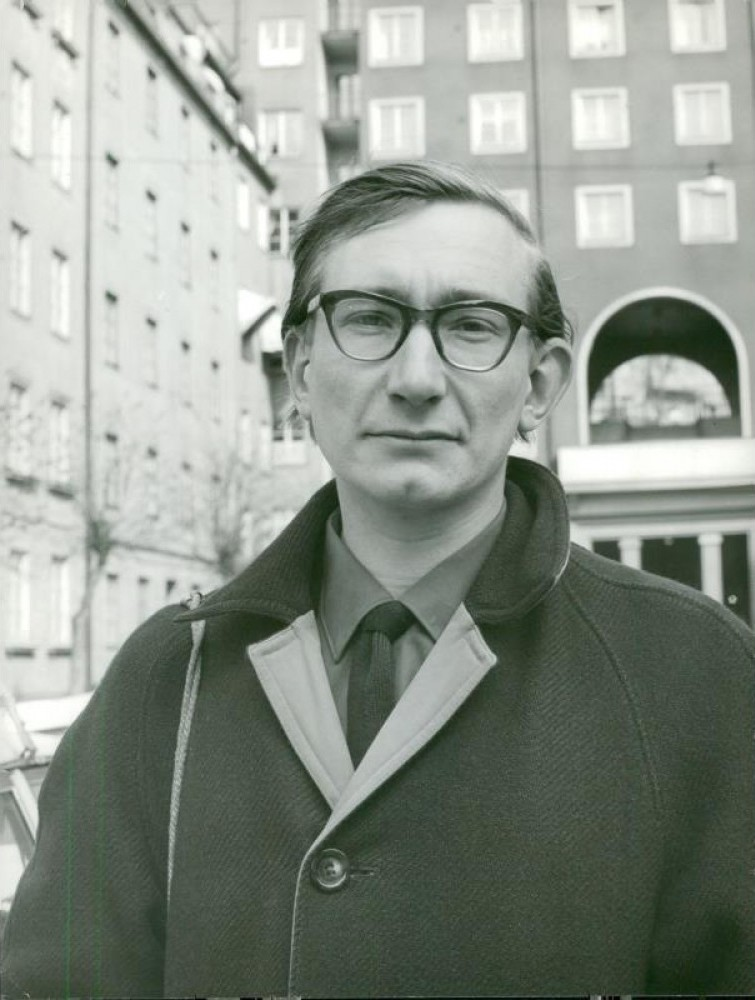
Staffan Beckman pristagare 1966
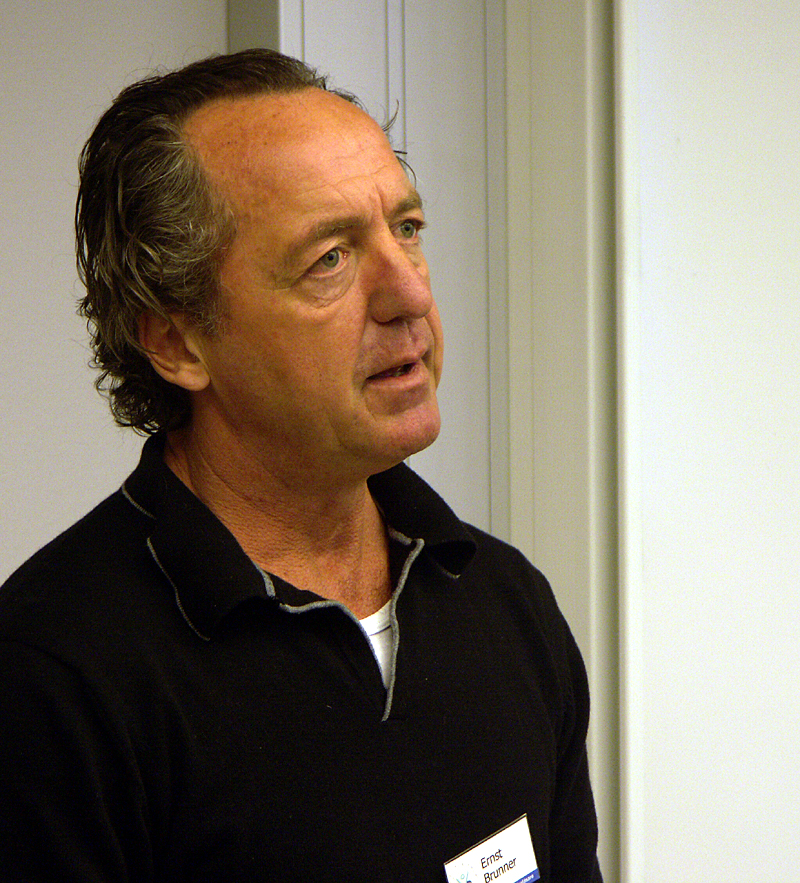
Ernst Brunner, pristagare 1988
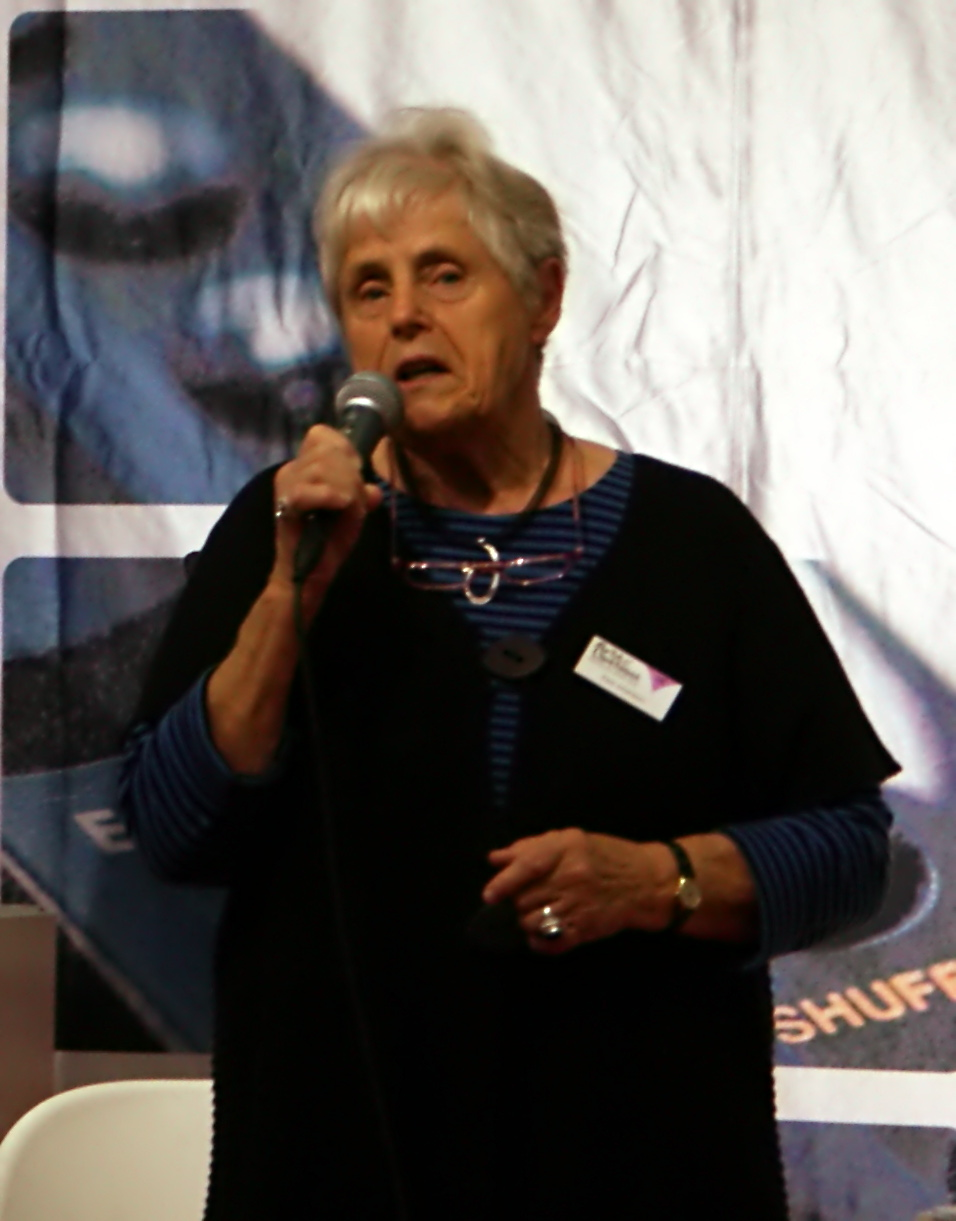
Elsie Johansson, pristagare 2006
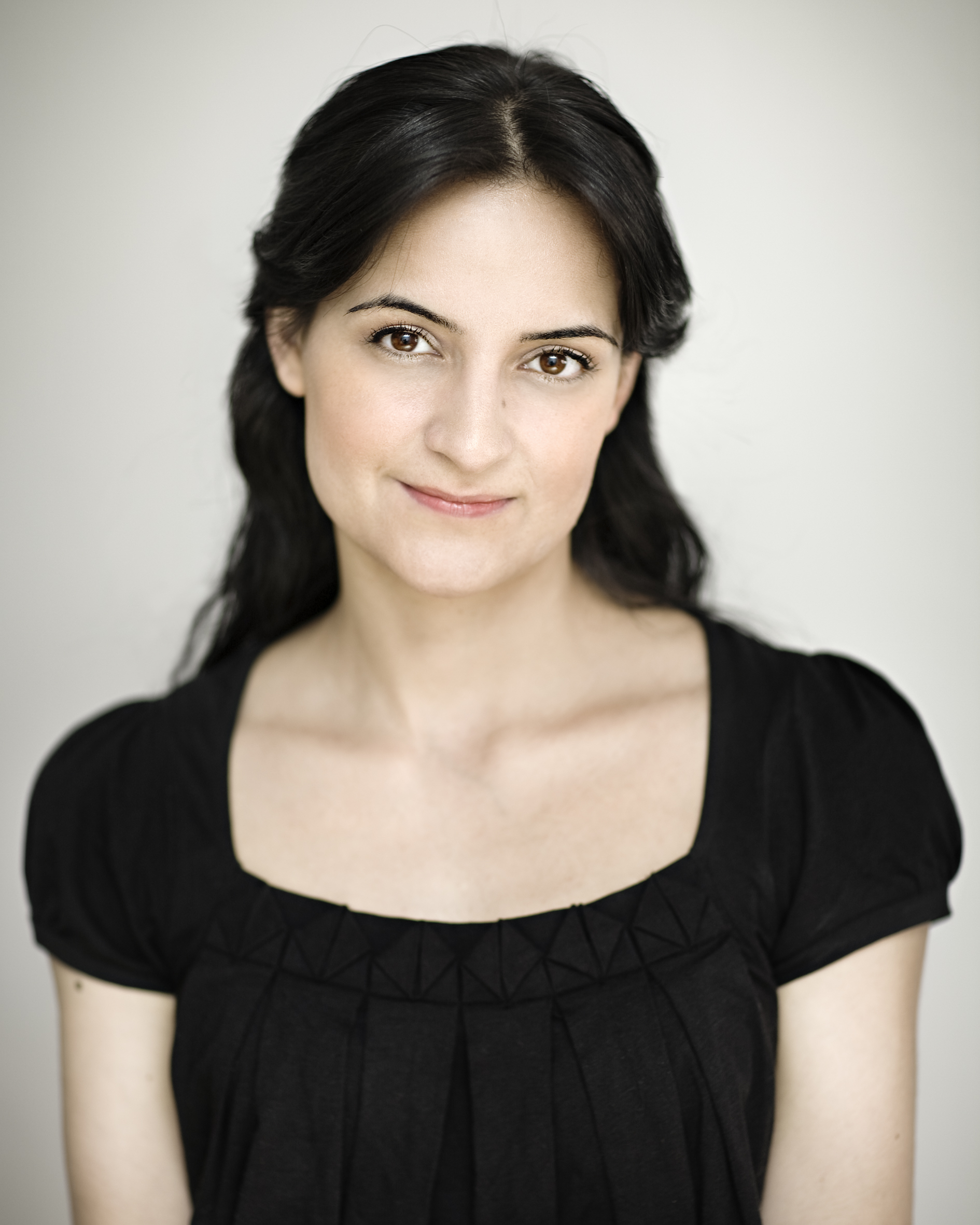
Marjaneh Bakhtiari, pristagare 2009
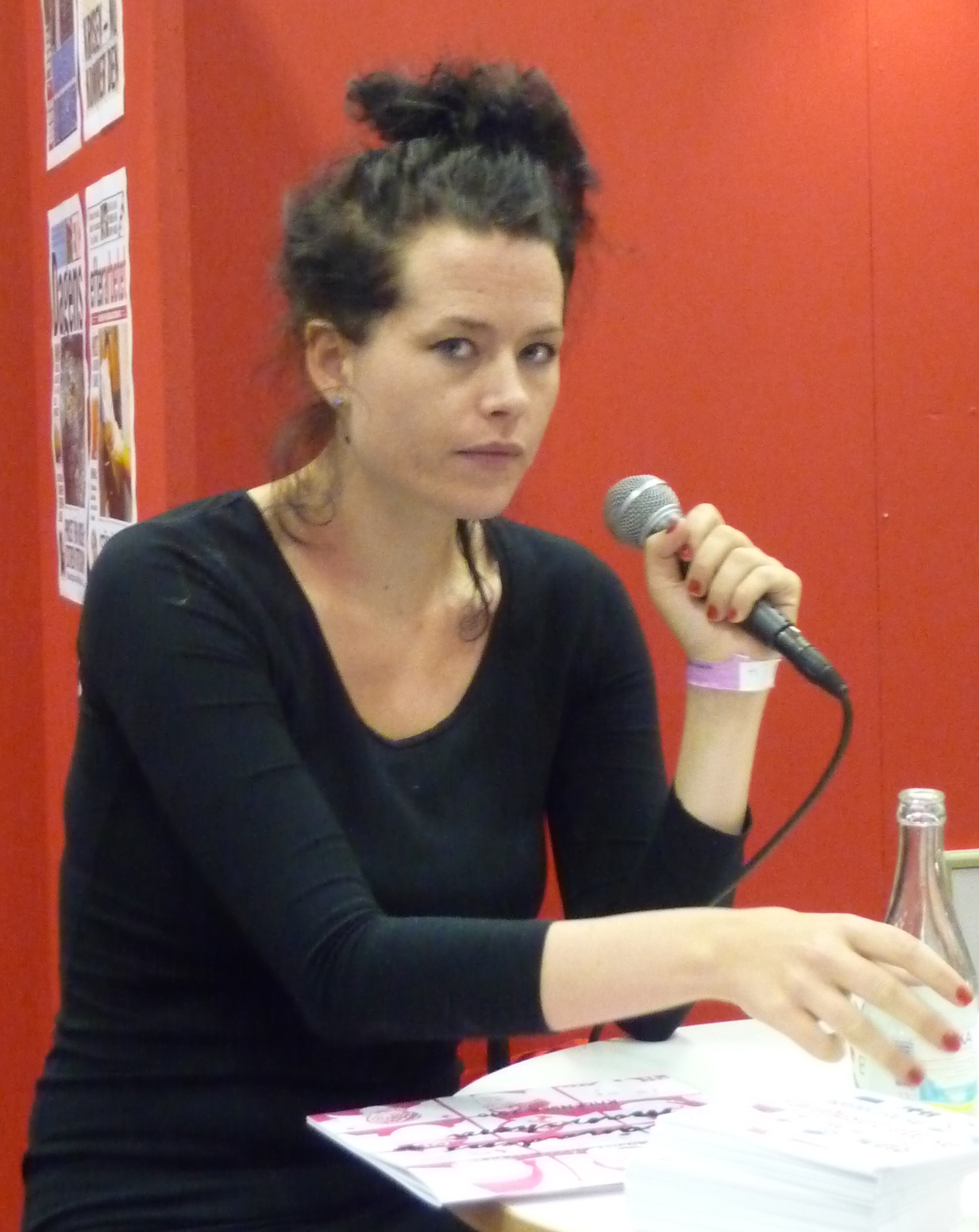
Liv Strömquist, pristagare 2011
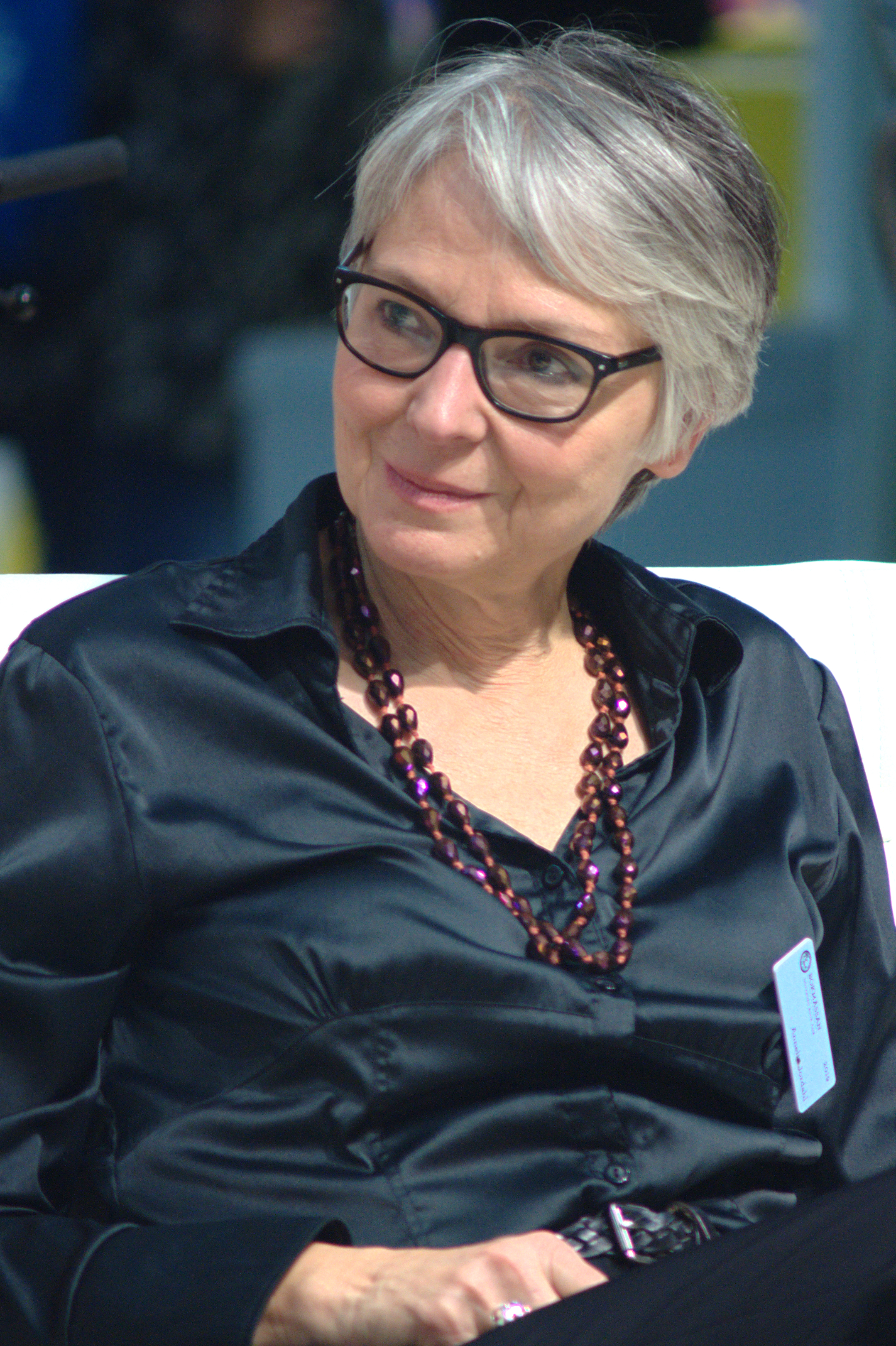
Anneli Jordahl, pristagare 2020